# Lasiognathus beebei
Lasiognathus beebei es una especie de pez abisal de la familia Thaumatichthyidae. Conocido por habitar el Archipiélago de Hawái en el Océano Pacífico, Madeira y las Bermudas en el Atlántico.
Se encuentra a una profundidad de 1100 metros (3600 pies). Las hembras de esta especie crecen hasta una longitud de 11,5 centímetros (4,5 pulgadas) TL. Se llama Lasiognathus beebei en honor al naturalista estadounidense William Beebe.

### Lectura recomendada
- Anonymous0 Fish collection database of the Intitut fur Seefischerei (ISH). BIOLAB Forschungsinstitut, Hohenwestedt, Germany. (Ref. 35509).
- Anonymous0 Fish collection database of the National Museum of Natural History (Smithsonian Institution). Smithsonian Institution-Division of Fishes. (Ref. 38732).
- Anonymous0 Fish collection of the Royal Ontario Museum. Royal Ontario Museum. (Ref. 47438).